# Microbelia canidentalis
Microbelia canidentalis är en fjärilsart som beskrevs av Swinhoe 1906. Microbelia canidentalis ingår i släktet Microbelia och familjen Thyrididae. Inga underarter finns listade i Catalogue of Life.